# Attends un peu !
Nu, pogodi! (Ну, погоди!, en français : Attends un peu, tu vas voir !) est une série d'animation télévisée d'origine soviétique, puis russe, créée de 1969 à 2006, produite par les studios Soyuzmultfilm. 
Déjà très populaire en Union soviétique, elle a été élue à une large majorité « série animée préférée de tous les temps » dans un sondage russe de 2014 (la 2e place a été attribuée à la série Masha et Michka).
La série est en langue russe mais comporte très peu de dialogues, principalement des interjections, grognements, rires et chansons. La réplique la plus courante dans la série est Nu, pogodi! (« Attends un peu, tu vas voir ! »), que hurle le loup à la fin de chaque épisode lorsque ses plans échouent.
La série a été diffusée en Allemagne de l'Est ainsi dans tous les pays du bloc de l'Est .

## Synopsis
Les aventures comiques d'un espiègle loup (en russe : Volk) qui tente régulièrement d'attraper (probablement pour le manger) un lièvre (en russe : Zayats) au moyen d'astuces très similaires à celles des dessins animés Bip Bip et Coyote ou Tom et Jerry. Les deux personnages n'ont pas de nom explicite.
La série comprend de nombreux personnages qui, habituellement, viennent en aide au lièvre et entravent les plans de Volk.

## Personnages

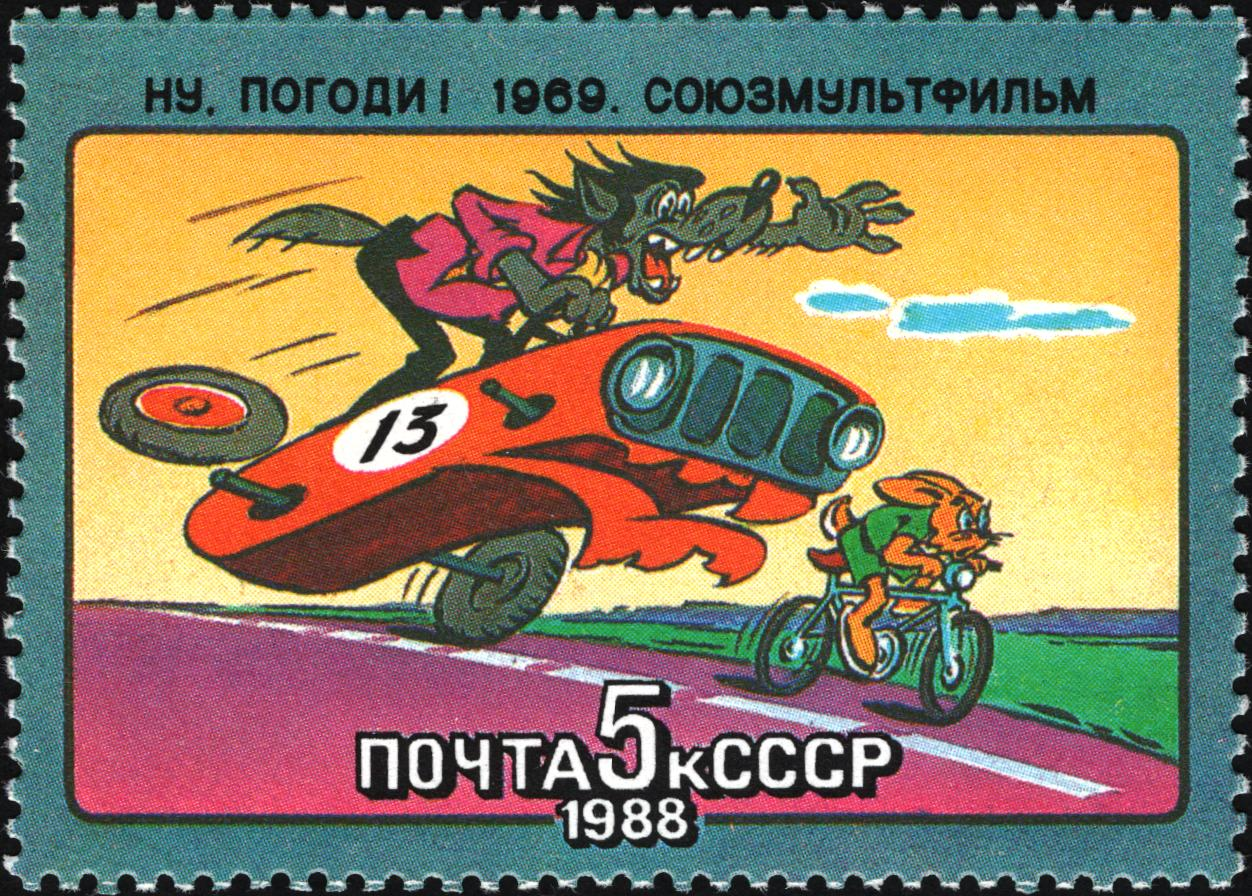
Timbre soviétique du 1988 représentant les personnages de la série.

La diversité des personnages de la série est très riche, ce qui en a fait un succès dans les familles.   
- le loup (en russe : Volk - Волк) : il est la caricature d'une jeunesse en rupture ; il fume, porte un pantalon à pattes d'éléphant et ignore les règles de la bienséance.

- le lièvre (en russe : Zayats - Заяц) : l'éternelle proie du redoutable Volk.

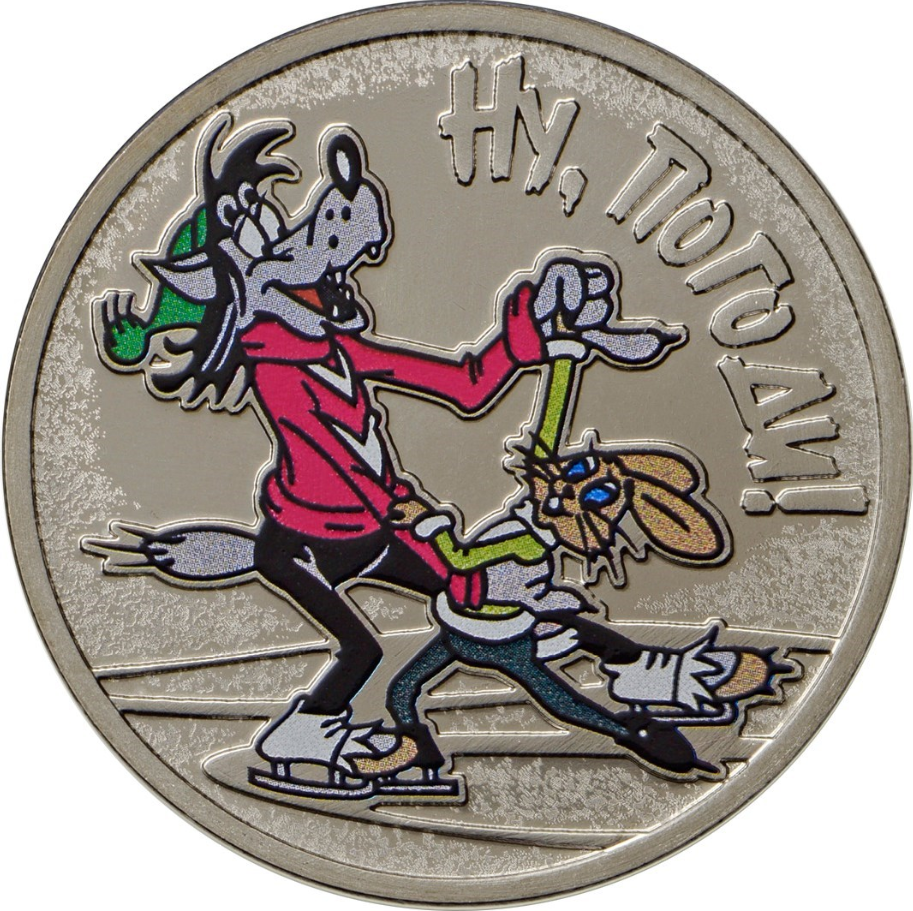
Pièce de monnaie commémorative de 25 roubles de la Banque centrale de la fédération de Russie, frappée à l'effigie des deux personnages principaux de la série.

- Le chat fumeur (Kot) : c'est un petit chat noir fumeur très charismatique. C'est un illusionnisme haut en couleur. Il porte des vêtements d'un style désinvolte considéré comme "relax" (short bleu et bandoulière boutonnée bleue). Ses yeux sont d'un jaune d'alizarine R intense (coloration probablement due à sa consommation de tabacs excessive). La brève apparition du chaton fumeur dans la série a marqué un un bouleversement, un cataclysme dans la série :

### Tollé pour une scène
Dans un épisode, le chat se promène nonchalamment, cigarette en bouche, quand une main ferme le saisit, celle de Volk. D'un mouvement brusque et rude, le loup agite le chaton dans tous les sens, s'en servant comme d'une brosse pour nettoyer son blouson de fortune, couleur orange tangerine. Puis il jette à bas le chaton de toutes ses forces. Cette scène choquante suscita chez les fans de la série grande indignation et chagrin. En effet, un attachement tout particulier s'était formé entre le public et ce chat à l'allure si décontracté. Son arrivée fracassante, sa dégaine, son aura, son style vestimentaire plaisaient au public, qui en redemandait.
Le chaton est devenu un "mème" et a été parodié à maintes reprises sur les réseaux sociaux. De très nombreux produits dérivés ont pris possession de la toile (l'Intranet) : sacs, t-shirts, masques à son effigie et même des tatouages.

## Épisodes
Les épisodes étaient à l'origine identifiés par un numéro. Les numéros officiels sont au nombre de vingt, qui suivent l'épisode pilote. La liste n'inclut pas les épisodes spéciaux ou promotionnels réalisés au fil des ans.
Chaque épisode se déroule dans un décor différent.
1. Первый выпуск - 14 juin 1969
2. Второй выпуск - 18 juin 1970
3. Третий выпуск - 29 mai 1971
4. Четвёртый выпуск - 26 juin 1971
5. Пятый выпуск - 23 septembre 1972
6. Шестой выпуск - 21 avril 1973
7. Седьмой выпуск - 12 mai 1973
8. Восьмой выпуск - 5 janvier 1974
9. Девятый выпуск - 4 septembre 1976
10. Десятый выпуск - 9 octobre 1976
11. Одиннадцатый выпуск -	30 juillet 1977
12. Двенадцатый выпуск - 8 avril 1978
13. Тринадцатый выпуск - 17 mai 1980
14. Четырнадцатый выпуск - 2 juin 1984
15. Пятнадцатый выпуск - 22 juin 1985
16. Шестнадцатый выпуск - 27 septembre 1986
17. Семнадцатый выпуск - 1 avril 1993
18. Восемнадцатый выпуск - 1 octobre 1993
19. Девятнадцатый выпуск - 22 décembre 2005
20. Двадцатый выпуск - 21 novembre 2006

## Postérité
Dans le jeu vidéo Atomic Heart, les salles de repos servant à sauvegarder la partie contiennent des téléviseurs diffusant des extraits de Nu, Pogodi